# Phiêu lưu giả tưởng
Phiêu lưu giả tưởng là loại tác phẩm hư cấu kể về những chuyện phiêu lưu, những cuộc tìm kiếm, khám phá li kì, mạo hiểm. Trường ca Odissey (khoảng thế kỷ IX – VIII TCN) của Homer được xem là một trong những tác phẩm đầu tiên có một số đặc điểm của tác phẩm phiêu lưu giả tưởng.

## Lịch sử

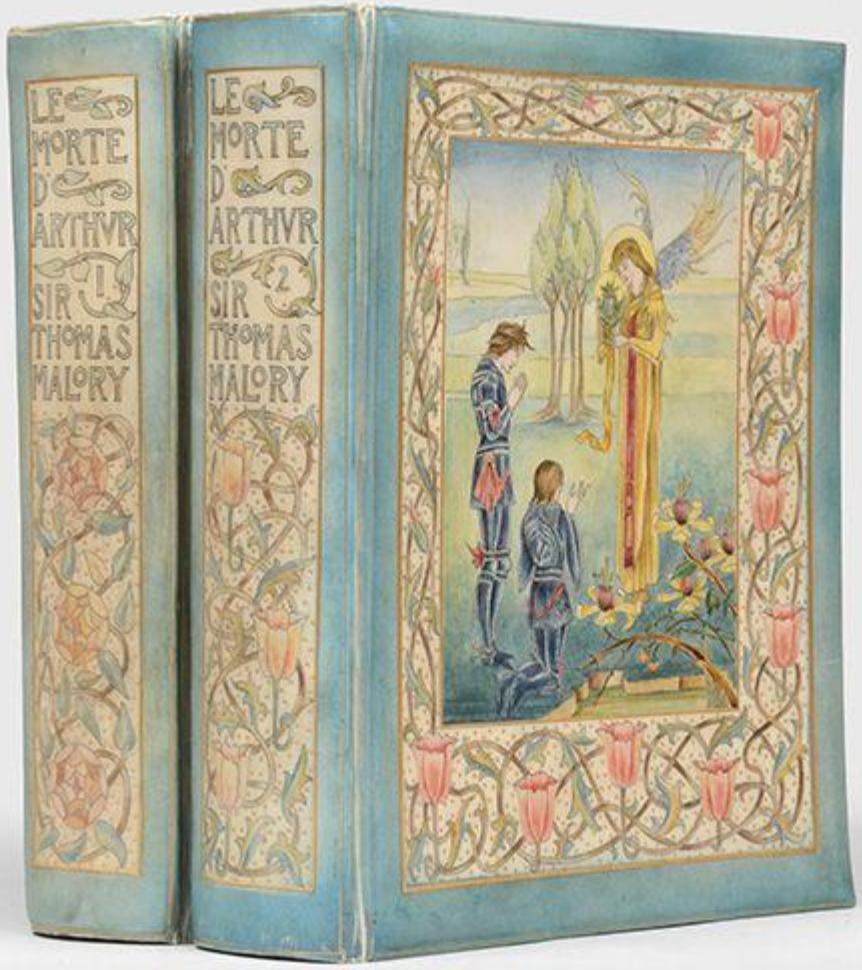
Le Morte d'Arthur (Cái chết của Arthur) xuất bản lần đầu năm 1485 (Hình ảnh bìa của ấn bản năm 1893

Trong phần Giới thiệu về "Bách khoa toàn thư về tác phẩm phiêu lưu giả tưởng", Nhà phê bình Don D'Ammassa định nghĩa thể loại này như sau:
..  .. Một cuộc phiêu lưu là một sự kiện hoặc một loạt các sự kiện xảy ra bên ngoài cuộc sống bình thường của nhân vật chính, thường đi kèm với nguy hiểm, thường là do hành động thể chất. Các câu chuyện phiêu lưu hầu như luôn diễn ra nhanh chóng và tốc độ của cốt truyện ít nhất cũng quan trọng như việc mô tả nhân vật, bối cảnh và các yếu tố khác của tác phẩm sáng tạo.

Trải qua nhiều thời kỳ tồn tại và phát triển, đặc trưng thể loại của tiểu thuyết phiêu lưu có nhiều biến đổi.
Tiểu thuyết hiệp sĩ, tiểu thuyết du đãng là những dạng tiêu biểu của tác phẩm văn học giả tưởng trong văn học trung đại. Tiểu thuyết hiệp sĩ thường kể về những cuộc phiêu lưu của những chàng hiệp sĩ tài ba, dũng cảm, không ngại mạo hiểm để lập chiến công.
Trong những tác phẩm nổi tiếng như Cái chết của Ác-tơ của T. Mê-lô-ri, A-ma-đis Han-xki của R. Môn-tan-vô, các hiệp sĩ phải chiến đấu liên miên. Họ thường bị lạc vào những mê cung hoặc những khu rừng bị bùa phép để rồi buộc phải đánh nhau tay đôi với những người khổng lồ, những con rồng phun lửa. Nhân vật trung tâm trong tiểu thuyết du đãng, tiêu biểu là cuốn Cuộc đời La-xa-ri-lo xứ Tor-me-xơ (1554), không phải là những hiệp sĩ tài ba, dũng cảm, mà là những kẻ lanh lợi, láu cá, khôn ngoan.

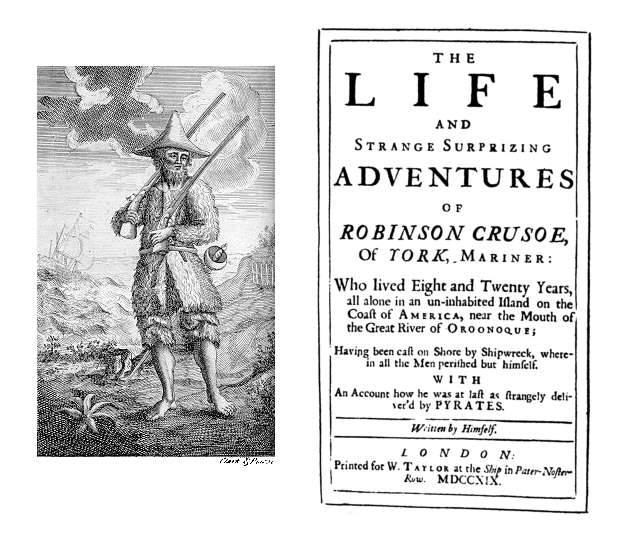
Robinson Crusoe trong ấn bản lần đầu năm 1719

Rồi thời đại của những kẻ du đãng và những chàng hiệp sĩ cũng kết thúc. Trong tiểu thuyết phiêu lưu của thời đại tiếp theo, các nhân vật thực hiện những cuộc phiêu lưu, mạo hiểm không phải vì chiến công, mà là để tìm kiếm sự giàu có và thành đạt. Tác phẩm Cuộc đời và những cuộc phiêu lưu kì lạ của Robinson Crusoe của Đ. Đi-phô (1719) đánh dấu một giai đoạn phát triển mới của tiểu thuyết phiêu lưu.
Bị bão biển ném xuống một hòn đảo hoang không có dấu chân người mà vẫn không nản lòng, thất vọng, với hai mươi tám năm, hai tháng, mười chín ngày sống ở đó, chàng thủy thủ Robinson Crusoe đã trở thành biểu tượng của nghị lực lớn lao, của tinh thần quả cảm, của sức mạnh con người và khả năng lao động chiến thắng thiên nhiên. Tiểu thuyết phiêu lưu đòi hỏi các nhà văn phải học cách viết sao cho lôi cuốn, hấp dẫn.
Bởi vì đặc điểm nổi bật nhất trong thi pháp trần thuật của thể văn này là liên tiếp tạo ra những sự kiện li kì, hấp dẫn, những tình huống hồi hộp, bất ngờ. Nhưng sức hấp dẫn của tiểu thuyết phiêu lưu không giới hạn trong cái phiêu lưu, mạo hiểm, mà còn là ở chiều sâu của sự khám phá con người. Rô-bin-xơn Cru-xô vừa là câu chuyện về “những cuộc phiêu lưu kì lạ”, vừa là lịch sử hình thành nhân cách của một cá nhân, bản lĩnh của một con người.
Cho nên, tác phẩm viết dưới hình thức tự truyện, một kiểu cấu trúc phổ biến của tiểu thuyết giáo huấn ở thế kỷ XVIII.
Giữ lại những sự kiện li kì làm sườn cho tiểu thuyết phiêu lưu, các nhà văn ngày càng có khuynh hướng dồn trọng tâm trần thuật không phải là vào các sự kiện, biến cố, mà là vào thế giới nội tâm, vào việc miêu tả tâm lí, tính cách nhân vật và mối quan hệ giữa con người với môi trường, hoàn cảnh.
Nhìn vào nhan đề của các tác phẩm, ví như Truyện phiêu lưu của Pích-quých, Những cuộc phiêu lưu của Ô-li-vơ Tuýt (S. Đích-kenx), Ai-van-hô (O. Xcốt), Truyền kì các thời đại (V. Huy-gô), Những cuộc phiêu lưu của Tôm Xoi-ơ (M. Tu-ên),… sẽ thấy chuyện li kì, mạo hiểm, phiêu lưu vẫn giữ vai trò quan trọng như thế nào trong tiểu thuyết phiêu lưu. Nhưng các tác phẩm trên lại cũng chính là những cuốn tiểu thuyết tâm lý, xã hội, phong tục, lịch sử.
Thời trước, ở Việt Nam, Lê Văn Trương và Thế Lữ là hai cây bút viết truyện phiêu lưu nổi tiếng. Lê Văn Trương có loạt truyện “người hùng” viết về những trai tứ chiếng, gái giang hồ, như Cô Tư Thung, Cánh sen trong bùn, Trường đời, Tôi thầu khoán, Những đồng tiền xiết máu, Người bạn biển,… Thế Lữ có loạt truyện đường rừng bí hiểm và truyện trinh thám nổi tiếng, như Vàng và máu, Bên đường thiên lôi, Lê Phong phóng viên, Gói thuốc lá,…